# Århus Gymnastikforening
L'Århus Gymnastikforening (també anomenat AGF o AGF Århus) és un club de futbol danès de la ciutat d'Århus. El seu principal rival és l'Aalborg, equip contra el qual disputa el derbi conegut com la Batalla de Jutlàndia.

## Història
És un dels clubs amb més títols (té el rècord de copes daneses guanyades) i més antics de Dinamarca, fundat el 1880. És un club poliesportiu, destacant la secció d'atletisme.

## Palmarès
- Lliga danesa de futbol (5): 1954-55, 1955-56, 1956-57, 1960, 1986
- Copa danesa de futbol (9): 1954-55, 1956-57, 1959-60, 1960-61, 1964-65, 1986-87, 1987-88, 1991-92, 1995-96
- 65 temporades a la primera divisió danesa
- 9 temporades a la segona divisió danesa

## Jugadors destacats
| - Brian Steen Nielsen - Claus Thomsen - Flemming Povlsen - Frank Olsen - Hans Christian Wedelsted Nielsen - Henry From - Henning Enoksen - Henning Jensen - Jan Bartram - John Stampe - John Sivebæk | - Johnny Mølby - Jørgen Olesen - Kent Nielsen - Kim Sander - Lars Bastrup - Leon Andreasen - Martin Jørgensen - Marc Rieper - Morten Donnerup - Per Knudsen - Peter Kjær | - Stig Tøfting - Torben Piechnik - Troels Rasmussen - Aage Rou Jensen - Håvard Flo - Jan Halvor Halvorsen - Erik Solér - Scott Sellars - Willy Scheepers - Liam Miller - Michael Doyle |